# روبرت واتسون (كيميائي)
السير روبرت توني واتسون (بالإنجليزية: Robert Watson) (وسام القديس ميخائيل والقديس جرجس، الجمعية الملكية) (من مواليد 21 مارس 1948) هو كيميائي بريطاني عمل في قضايا علوم الغلاف الجوي بما في ذلك استنفاد طبقة الأوزون والاحتباس الحراري وعلم المناخ القديم منذ الثمانينيات.
حصل واطسون على لقب فارس عام 2012 مع مرتبة الشرف للعام الجديد عن خدمته الحكومية. 

## التعليم والجوائز
حصل واتسون على درجة الدكتوراه في الحركية الكيميائية للمرحلة الغازية ( كيمياء الغلاف الجوي ) من كلية كوين ماري، جامعة لندن في عام 1973.  حصل على جوائز لمساهماته العلمية، منها جائزة الأكاديمية الوطنية للعلوم للمراجعة العلمية من الأكاديمية الوطنية للعلوم عام 1992، وجائزة الرابطة الأمريكية لتقدم العلوم للحرية العلمية والمسؤولية في عام 1993، وشارة القديس ميخائيل والقديس سانت جورج من الحكومة البريطانية عام 2003، وجائزة أبطال الأرض من برنامج الأمم المتحدة للبيئة عام 2014.  في عام 2020 انتُخب عضواً في الجمعية الفلسفية الأمريكية. 

## العمل
كان واطسون مدير قسم العلوم وكبير العلماء في مكتب البعثة إلى كوكب الأرض في الإدارة الوطنية للملاحة الجوية والفضاء (ناسا). ثم أصبح المدير المساعد للبيئة في مكتب رئيس الولايات المتحدة في البيت الأبيض.
عام 1996، انضم واتسون إلى البنك الدولي مستشاراً علمياً أول في إدارة البيئة، وأصبح مديرًا لإدارة البيئة ورئيسًا لمجلس قطاع البيئة عام 1997 ويشغل حاليًا منصب كبير العلماء والمستشار الأول للتنمية المستدامة. تولّى منصب رئيس قسم علوم البيئة ومدير مركز تيندال في جامعة إيست أنجليا، المملكة المتحدة، في أغسطس 2007، كما انضمّ إلى إدارة البيئة والأغذية والشؤون الريفية بالحكومة البريطانية (ديفرا) بمنصب كبير المستشارين العلميين في سبتمبر 2007.
اضطلع واتسون بدور في الجهود التنظيمية المتعلقة باستنفاد الأوزون والاحترار العالمي. تم تثبيت اتفاقيتي مونتريال وفيينا قبل وقت طويل من التوصل إلى إجماع علمي. حتى الثمانينيات من القرن الماضي، كان لدى الاتحاد الأوروبي، ووكالة ناسا، والأكاديمية الوطنية للعلوم، وبرنامج الأمم المتحدة للبيئة، والمنظمة العالمية للأرصاد الجوية، والحكومة البريطانية تقارير علمية مخالفة. لعب واطسون دورًا في عملية التقييمات الموحدة وفعل ذلك أيضًا للهيئة الحكومية الدولية المعنية بتغير المناخ.
كان رئيس الفريق الاستشاري العلمي والتقني التابع لمرفق البيئة العالمية من 1991 إلى 1994، ورئيس الفريق الحكومي الدولي المعني بتغير المناخ (IPCC) من 1997 إلى 2002 والرئيس المشارك لمجلس الإدارة لتقييم الألفية للنظم الإيكولوجية من 2000 إلى 2005. ثم كان مديرًا للتقييم الدولي للعلوم والتكنولوجيا الزراعية من أجل التنمية الذي استمر من 2005 إلى 2007، ورئيساً مشاركاً سابقًا للتقارير المتعلقة بالتقييم العلمي الدولي لأوزون الستراتوسفير من 1994  إلى 2006.  وقد كان رئيسًا أو مشاركًا في رئاسة التقييمات العلمية الدولية الأخرى، بما في ذلك الفريق العامل الثاني التابع للهيئة الحكومية الدولية المعنية بتغير المناخ، وبرنامج الأمم المتحدة للبيئة / المنظمة العالمية للأرصاد الجوية (UNEP / WMO)، وتقييم التنوع البيولوجي العالمي لبرنامج الأمم المتحدة للبيئة.
وهو حاليًا مدير التطوير الاستراتيجي لمركز تيندال لأبحاث تغير المناخ في جامعة إيست أنجليا.
في 29 فبراير 2016، انتُخب رئيسًا للمنبر في الجلسة العامة الرابعة لتلك المنظمة بعد أن شغل منصب نائب الرئيس من قبل. 

## روابط خارجية
- سيرة مختصرة نسخة محفوظة 7 أكتوبر 2007 على موقع واي باك مشين.
- جامعة إيست أنجليا الحيوية
- سيرة ذاتية قصيرة
- فيتا في IPBES
- سيرة ذاتية في كتيب البيت الأبيض التفاعلي للمواطن
- نيو ساينتست، 20 نيسان / أبريل 2002، "حار للغاية بالنسبة لرئيس لجنة المناخ"
- Slate، 22 أبريل 2002، "هل نجحت إكسون موبيل في إقناع بوش بإطاحة رئيس الاحتباس الحراري؟ - آل جور يفسد يوم الأرض في دبي "
- مذكرة إكسون موبيل

| المناصب السياسية | المناصب السياسية | المناصب السياسية |
| ---------------- | ---------------- | ---------------- |
| سبقه             | '                | تبعه             |